# Crocus hybridus
Crocus hybridus är en irisväxtart som beskrevs av Petrovic. Crocus hybridus ingår i släktet krokusar, och familjen irisväxter. Inga underarter finns listade i Catalogue of Life.